# Sean Johnson (futbolista)
Sean Johnson (Liliburn, Georgia, Estados Unidos; 31 de mayo de 1989) es un futbolista estadounidense que juega como portero en el Toronto F. C. de la Major League Soccer.

## Trayectoria

### Carrera universitaria
Johnson jugó al fútbol en la Universidad de Florida Central, donde fue nombrado como jugador más valioso del equipo en 2008. En 2010 abandonó la universidad para firmar un contrato Generación Adidas y entrar al Draft de la MLS.
Durante sus años universitarios Johnson también jugó una temporada para los Atlanta Blackhawks de la USL Premier Development League.

### Chicago Fire
Debutó en la MLS el 1 de agosto de 2010, en la victoria 3-2 sobre Los Angeles Galaxy, luego de haberse ganado el puesto de titular por encima de Andrew Dykstra. En su temporada de novato ganó en dos semanas consecutivas el premio de "Atajada de la Semana" de la MLS.

## Selección nacional

### Selecciones juveniles
Johnson también ha sido parte de los equipos juveniles de los Estados Unidos, más notablemente jugando un partido en el campeonato sub-20 de la CONCACAF en 2009. En el 2011 recibió su primer llamado a la selección sub-23 y desde entonces ha sido un miembro regular del equipo. El 19 de febrero de 2012 fue llamado por el entrenador de la selección estadounidense sub-23, Caleb Porter, al campamento del mes febrero con miras al torneo preolímpico de la CONCACAF.  Debutó con la selección sub-23 en la victoria 2-0 en el amistoso contra la selección sub-23 de México el 29 de febrero de 2012. El 12 de marzo de 2012, Johnson fue llamado al grupo preliminar de 19 jugadores que conformaría el equipo que enfrentará las eliminatorias de la CONCACAF para las Olimpiadas en Londres. Johnson jugó el último partido del torneo frente a El Salvador, ingresando por Bill Hamid en el segundo tiempo del partido luego de que este último se lesionara. En ese partido cometió un error en el último minuto del juego que llevó al gol del empate del equipo centroamericano y dejó fuera de la contienda a los Estados Unidos.

### Selección absoluta
Johnson debutó con la selección mayor de los Estados Unidos ingresando en el segundo tiempo en el partido amistoso contra Chile, el 22 de enero de 2011. Johnson jugó su segundo partido con la selección nacional de su país nuevamente entrando como sustituto reemplazando a Nick Rimando en el segundo tiempo, esta vez en el partido amistoso contra Panamá el 25 de enero de 2012.
El 31 de mayo de 2013 fue incluido en la lista preliminar de 35 jugadores que participarán de la Copa de Oro de la Concacaf de ese año. Un mes más tarde, el 27 de junio, se confirmó que estaría en la lista final de 23 jugadores que representarán a Estados Unidos en el torneo. Johnson hizo su debut en el torneo ingresando como titular en el último partido de la fase de grupos de EE. UU. frente a Costa Rica.

### Participaciones en la Copa de Oro de la Concacaf
| Copa                            | Sede           | Resultado |
| ------------------------------- | -------------- | --------- |
| Copa de Oro de la Concacaf 2013 | Estados Unidos | Campeón   |

## Clubes
| Club          | País           | Año       |
| ------------- | -------------- | --------- |
| Chicago Fire  | Estados Unidos | 2010-2016 |
| New York City | Estados Unidos | 2017-2022 |
| Toronto F. C. | Canadá         | 2023-     |

## Palmarés

### Títulos nacionales
| Título  | Club          | País           | Año  |
| ------- | ------------- | -------------- | ---- |
| MLS Cup | New York City | Estados Unidos | 2021 |

### Títulos internacionales
| Título                          | Club (*)       | País           | Año  |
| ------------------------------- | -------------- | -------------- | ---- |
| Copa Oro de la Concacaf         | Estados Unidos | Estados Unidos | 2013 |
| Copa Oro de la Concacaf         | Estados Unidos | Estados Unidos | 2017 |
| Copa Oro de la Concacaf         | Estados Unidos | Estados Unidos | 2021 |
| Liga de Naciones de la Concacaf | Estados Unidos | Estados Unidos | 2023 |

(*) Incluyendo la selección.